# La mujer de la montaña
La mujer en la montaña ( Kona fer í stríð ) es una película de comedia dramática islandesa-francesa-ucraniana de 2018 escrita, producida y dirigida por Benedikt Erlingsson y protagonizada por Halldóra Geirharðsdóttir. 
Después de su estreno en el Festival de Cine de Cannes 2018 en la Semana Internacional de la Crítica, se lanzó el 22 de mayo de 2018 con gran éxito de crítica y fue seleccionada como la Mejor Película en Lengua Extranjera en los 91 edición de los Óscar, pero no fue nominada.

## Historia
Halla, directora de un coro y eco-activista, planea bloquear la actividad de una planta de aluminio de Rio Tinto en las tierras altas de Islandia, dañando intencionalmente torres de electricidad y cables para cortar su suministro de energía. 
Un día, se aprueba una solicitud olvidada hace mucho tiempo para adoptar a una niña huérfana de Ucrania. Al mismo tiempo, el gobierno intensifica los esfuerzos policiales y de propaganda para atraparla y desacreditarla. La película gira en torno a sus intentos de conciliar su peligroso activismo con la próxima adopción.

## Reconocimientos
La mujer en la montaña fue proyectada en el Festival de Cine de Cannes 2018, en la sección de la Semana Internacional de la Crítica, donde los guionistas ganaron el premio SACD. La película también ganó el Premio de Cine del Nordic Council y el premio Lux del Parlamento Europeo de 2018.
Fue votada como premio del público en el Festival Internacional de Cine de Tromsø en Noruega en enero de 2019.

## Recepción
Peter Bradshaw, de The Guardian, elogió la actuación de Halldóra Geirharðsdóttir como Halla, y calificó la película general de `` rareza bien ajustada y bien ajustada '' que fue `` hecha con confianza y bastante elegante ''.
Jay Weissberg, para Variety, calificó la película como "una continuación encantadora de la película De caballos y hombres" y elogió al director por "organizar episodios picarescos bellamente filmados alrededor de una figura central que vive los ideales de los héroes cuyas fotografías tiene colgadas en su pared" Mahatma Gandhi y Nelson Mandela.

## Versiones
El 11 de diciembre de 2018, se anunció que Jodie Foster dirigiría y protagonizaría una nueva versión en inglés.